# Sajómercse megállóhely
Sajómercse megállóhely egy megszűnt Borsod-Abaúj-Zemplén vármegyei vasúti megállóhely Sajómercse településen. Lezárásáig a MÁV üzemeltette.
A 87-es számú Eger–Putnok-vasútvonalon helyezkedett el, Királd megállóhely és Putnok végállomás között, Sajómercse belterületétől mintegy két kilométerre északra; közúti megközelítése a királdi országútról (2525-ös út) volt lehetséges.

## Kapcsolódó állomások
A megállóhelyhez az alábbi állomások vannak legközelebb:
- Királd megállóhely (Eger–Putnok-vasútvonal)
- Putnok vasútállomás (Eger–Putnok-vasútvonal)

## Járművek
A lezárás előtt általában Bzmot motorkocsik vagy MDmot motorvonatok közlekedtek, de előfordultak az M43-as mozdonyok is.

## Járatok
A vonalon a lezárás előtt a táblázatban láthatóan közlekedtek a vonatok:
| Útvonal             | Típus        | Gyakoriság                 |
| Szilvásvárad-Putnok | személyvonat | napi 2 pár (nyáron napi 4) |

Nyáron azért volt szükség napi 4 pár járatra, mert olyankor sok turista ment erre vonattal.

## Vasútvonalak
Az állomást az alábbi vasútvonalak érintik:
- Eger–Putnok-vasútvonal